# Татевосян, Сергей Сергеевич
Серге́й Серге́евич Татевося́н (родился 4 января 1973 года в Новосибирске, СССР) — российский боксёр-профессионал, выступавший во второй средней (Super Middleweight) весовой категории. Интерконтинентальный чемпион по версии WBC. Наилучшая позиция в мировом рейтинге: 39-й.